# Copa Claro 2014 - Qualificazioni singolare
Le qualificazioni del singolare del Copa Claro 2014 sono state un torneo di tennis preliminare per accedere alla fase finale della manifestazione. I vincitori dell'ultimo turno sono entrati di diritto nel tabellone principale. In caso di ritiro di uno o più giocatori aventi diritto a questi sono subentrati i lucky loser, ossia i giocatori che hanno perso nell'ultimo turno ma che avevano una classifica più alta rispetto agli altri partecipanti che avevano comunque perso nel turno finale.

## Teste di serie
1. Stéphane Robert (primo turno, ritirato)
2. Andreas Haider-Maurer (ultimo turno)
3. Diego Schwartzman (primo turno)
4. Pere Riba (primo turno)

1. Thomaz Bellucci (primo turno, ritirato)
2. Facundo Bagnis (primo turno)
3. Martín Alund (qualificato)
4. Guido Andreozzi (secondo turno)

## Qualificati
1. Rubén Ramírez Hidalgo
2. Martín Alund

1. Cristian Garín
2. Máximo González

## Tabellone

### Legenda
| - Q = Qualificato - WC = Wild card - LL = Lucky loser | - ALT = Alternate - SE = Special Exempt - PR = Protected Ranking | - w/o = Walkover - r = Ritirato - d = Squalificato |

### Sezione 1
|  | Primo turno           | Primo turno           | Primo turno           | Primo turno | Primo turno |  |  | Secondo turno         | Secondo turno         | Secondo turno | Secondo turno   | Secondo turno   |      |   | Ultimo turno | Ultimo turno          | Ultimo turno          | Ultimo turno | Ultimo turno |  |
|  |                       |                       |                       |             |             |  |  |                       |                       |               |                 |                 |      |   |              |                       |                       |              |              |  |
|  | 1                     | Stéphane Robert       | 7                     | 6(4)        | 1r          |  |  |                       |                       |               |                 |                 |      |   |              |                       |                       |              |              |  |
|  |                       | Renzo Olivo           | 5                     | 7           | 5           |  |  | Renzo Olivo           | Renzo Olivo           | 6(1)          | 6               | 5               |      |   |              |                       |                       |              |              |  |
|  | Alessandro Giannessi  | Alessandro Giannessi  | Alessandro Giannessi  | 0           | r           |  |  | Rubén Ramírez Hidalgo | Rubén Ramírez Hidalgo | 7             | 3               | 7               |      |   |              |                       |                       |              |              |  |
|  | Rubén Ramírez Hidalgo | Rubén Ramírez Hidalgo | Rubén Ramírez Hidalgo | 5           |             |  |  |                       |                       |               |                 |                 |      |   |              | Rubén Ramírez Hidalgo | Rubén Ramírez Hidalgo | 7            | 6            |  |
|  |                       | Carlos Salamanca      | Carlos Salamanca      | 4           | 4           |  |  |                       |                       | WC            | Nicholas Monroe | Nicholas Monroe | 6(5) | 0 |              |                       |                       |              |              |  |
|  | WC                    | Nicholas Monroe       | Nicholas Monroe       | 6           | 6           |  |  | WC                    | Nicholas Monroe       | 4             | 6               | 1               |      |   |              |                       |                       |              |              |  |
|  | WC                    | Simon Stadler         | 1                     | 6           | 6           |  |  | WC                    | Simon Stadler         | 6             | 4               | 0r              |      |   |              |                       |                       |              |              |  |
|  | 6                     | Facundo Bagnis        | 6                     | 4           | 1           |  |  |                       |                       |               |                 |                 |      |   |              |                       |                       |              |              |  |

### Sezione 2
|  | Primo turno    | Primo turno            | Primo turno            | Primo turno | Primo turno |  |  | Secondo turno | Secondo turno         | Secondo turno         | Secondo turno | Secondo turno |   |   | Ultimo turno | Ultimo turno          | Ultimo turno | Ultimo turno | Ultimo turno |  |
|  |                |                        |                        |             |             |  |  |               |                       |                       |               |               |   |   |              |                       |              |              |              |  |
|  | 2              | Andreas Haider-Maurer  | Andreas Haider-Maurer  | 5           |             |  |  |               |                       |                       |               |               |   |   |              |                       |              |              |              |  |
|  |                | Rogério Dutra da Silva | Rogério Dutra da Silva | 4           | r           |  |  | 2             | Andreas Haider-Maurer | Andreas Haider-Maurer | 6             | 6             |   |   |              |                       |              |              |              |  |
|  | Potito Starace | Potito Starace         | Potito Starace         | 7           | 6           |  |  |               | Potito Starace        | Potito Starace        | 3             | 4             |   |   |              |                       |              |              |              |  |
|  | Andrés Molteni | Andrés Molteni         | Andrés Molteni         | 6(3)        | 3           |  |  |               |                       |                       |               |               |   |   | 2            | Andreas Haider-Maurer | 3            | 6            | 1            |  |
|  |                | Eduardo Schwank        | Eduardo Schwank        | 6(2)        | 2           |  |  |               |                       | 7                     | Martín Alund  | 6             | 4 | 6 |              |                       |              |              |              |  |
|  | WC             | Tarō Daniel            | Tarō Daniel            | 7           | 6           |  |  | WC            | Tarō Daniel           | Tarō Daniel           | 1             | 0             |   |   |              |                       |              |              |              |  |
|  |                | Andrea Collarini       | Andrea Collarini       | 4           | 6(3)        |  |  | 7             | Martín Alund          | Martín Alund          | 6             | 6             |   |   |              |                       |              |              |              |  |
|  | 7              | Martín Alund           | Martín Alund           | 6           | 7           |  |  |               |                       |                       |               |               |   |   |              |                       |              |              |              |  |

### Sezione 3
|  | Primo turno   | Primo turno          | Primo turno          | Primo turno | Primo turno |  |  | Secondo turno        | Secondo turno        | Secondo turno        | Secondo turno | Secondo turno |   |   | Ultimo turno   | Ultimo turno   | Ultimo turno | Ultimo turno | Ultimo turno |  |
|  |               |                      |                      |             |             |  |  |                      |                      |                      |               |               |   |   |                |                |              |              |              |  |
|  | 3             | Diego Schwartzman    | Diego Schwartzman    | 1           | 4           |  |  |                      |                      |                      |               |               |   |   |                |                |              |              |              |  |
|  |               | Cristian Garín       | Cristian Garín       | 6           | 6           |  |  | Cristian Garín       | Cristian Garín       | Cristian Garín       | 6             | 7             |   |   |                |                |              |              |              |  |
|  | WC            | Daniele Bracciali    | Daniele Bracciali    | 2           | 2           |  |  | Juan Ignacio Londero | Juan Ignacio Londero | Juan Ignacio Londero | 2             | 6(5)          |   |   |                |                |              |              |              |  |
|  |               | Juan Ignacio Londero | Juan Ignacio Londero | 6           | 6           |  |  |                      |                      |                      |               |               |   |   | Cristian Garín | Cristian Garín | 3            | 6            | 6            |  |
|  | Gerald Melzer | Gerald Melzer        | Gerald Melzer        | 6           | 6           |  |  |                      |                      | Gerald Melzer        | Gerald Melzer | 6             | 4 | 4 |                |                |              |              |              |  |
|  | Hugo Dellien  | Hugo Dellien         | Hugo Dellien         | 2           | 4           |  |  | Gerald Melzer        | Gerald Melzer        | Gerald Melzer        | 6             | 7             |   |   |                |                |              |              |              |  |
|  |               | David Souto          | 4                    | 4           |             |  |  | David Souto          | David Souto          | David Souto          | 0             | 6(6)          |   |   |                |                |              |              |              |  |
|  | 5             | Thomaz Bellucci      | 6                    | 2           | r           |  |  |                      |                      |                      |               |               |   |   |                |                |              |              |              |  |

### Sezione 4
|  | Primo turno       | Primo turno       | Primo turno      | Primo turno | Primo turno |  |  | Secondo turno     | Secondo turno     | Secondo turno     | Secondo turno   | Secondo turno |   |   | Ultimo turno     | Ultimo turno     | Ultimo turno | Ultimo turno | Ultimo turno |  |
|  |                   |                   |                  |             |             |  |  |                   |                   |                   |                 |               |   |   |                  |                  |              |              |              |  |
|  | 4                 | Pere Riba         | Pere Riba        | 3           | 1           |  |  |                   |                   |                   |                 |               |   |   |                  |                  |              |              |              |  |
|  |                   | Guilherme Clezar  | Guilherme Clezar | 6           | 6           |  |  | Guilherme Clezar  | Guilherme Clezar  | Guilherme Clezar  | 6               | 7             |   |   |                  |                  |              |              |              |  |
|  | Marco Trungelliti | Marco Trungelliti | 2                | 6           | 6           |  |  | Marco Trungelliti | Marco Trungelliti | Marco Trungelliti | 4               | 6(3)          |   |   |                  |                  |              |              |              |  |
|  | Gonzalo Lama      | Gonzalo Lama      | 6                | 4           | 2           |  |  |                   |                   |                   |                 |               |   |   | Guilherme Clezar | Guilherme Clezar | 3            | 6            | 4            |  |
|  | Fernando Romboli  | Fernando Romboli  | Fernando Romboli | 4           | 2           |  |  |                   |                   | Máximo González   | Máximo González | 6             | 4 | 6 |                  |                  |              |              |              |  |
|  | Máximo González   | Máximo González   | Máximo González  | 6           | 6           |  |  |                   | Máximo González   | Máximo González   | 6               | 6             |   |   |                  |                  |              |              |              |  |
|  |                   | André Ghem        | 6                | 4           | 3           |  |  | 8                 | Guido Andreozzi   | Guido Andreozzi   | 2               | 4             |   |   |                  |                  |              |              |              |  |
|  | 8                 | Guido Andreozzi   | 1                | 6           | 6           |  |  |                   |                   |                   |                 |               |   |   |                  |                  |              |              |              |  |